# アエロフロート1492便炎上事故
アエロフロート1492便炎上事故（アエロフロート1492びんえんじょうじこ）とは、2019年5月5日、アエロフロート・ロシア航空のスホーイ・スーパージェット100がシェレメーチエヴォ国際空港に緊急着陸時に炎上し、41人が死亡した航空事故である。
事故原因は調査中であるが、落雷が原因とみられている。

## 事故

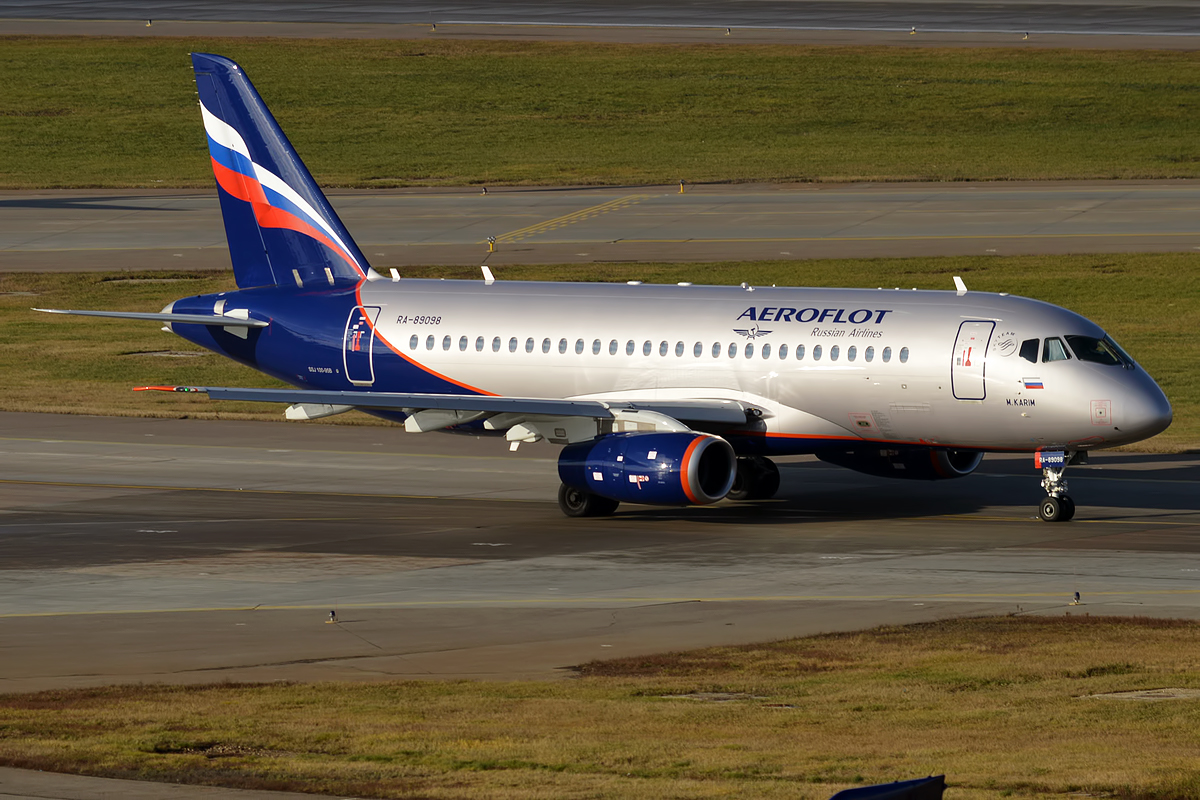
2017年11月に撮影された事故機

アエロフロート1492便は、現地時間18時04分（協定世界時15時04分）にシェレメーチエヴォ国際空港の滑走路24Cを離陸した。離陸後、およそ10,000フィート (3,000 m)（FL100）で上昇を中止し、現地時間18時11分に通信機器の不具合を宣言した。その後、現地時間18時25分に緊急事態宣言を行った。
離陸から30分後に緊急着陸を行い、炎上しながら滑走路を逸脱したと報じられている 。その後事故機は完全に炎上し、全損となった。CCTVの映像によると、機体は着陸時にバウンドしており、2回目の接地で出火し、機体後部が炎上した。
5人の乗組員と73人の乗客のうち、1人の客室乗務員を含む41人の乗客乗員の死亡が確認された。生存者は37名だが、10名が負傷し、このうち6人が病院に運ばれ治療を受けているという。スライドを滑る乗客の中に荷物を持って脱出している人々もおり、これにより脱出が遅れた可能性も指摘されている。
生存者の証言により、機体に落雷があった可能性が示唆された。パイロットは、落雷により管制官との交信が不能となったようだったと話した。6,900フィート (2,100 m)の高度で、無線機器や自動操縦装置などが使用不能になったとの報告があった。

## 事故機
事故機はロシアのスホーイが開発した国産旅客機、スホーイ・スーパージェット100だった。機体記号はRA-89098。当該機は2017年6月に初飛行を行っていた。ソビエト連邦の男性作家・劇作家であるムスタイ・カリムの名前が機体の愛称として付けられていた。最大87人乗りで、12席がビジネスクラスで、残りの75席がエコノミークラスであった。

## 乗員と乗客
機長は42歳で定期運送操縦士免許を保有していた。事故までの総飛行時間は6,844時間で内1,570時間がSSJ-100のものだった。これまでイリューシンのIl-76や、他にもロシア連邦保安庁で小型機（2,320時間）、トランスアエロ航空でボーイング737（2,022時間）の飛行経験が有った。そして、2016年にアエロフロートに入社、及びSSJ-100に移行。
副操縦士は36歳で事業用操縦士免許を保有しており、2017年にアエロフロートに入社。事故までの総飛行時間は773時間で内623時間はSSJ-100のものだった。
客室乗務員は合計3人であったが、その内機体後部に座っていた1人が死亡した。
死亡した乗客のうち40人がロシア国籍、1人がアメリカ国籍を保有、この内12歳の女性を含む26人がムルマンスク州に在住。乗員1人と乗客2人が重傷、乗員2人と4人が軽傷、そして残りの27人が無傷だった。

## 調査

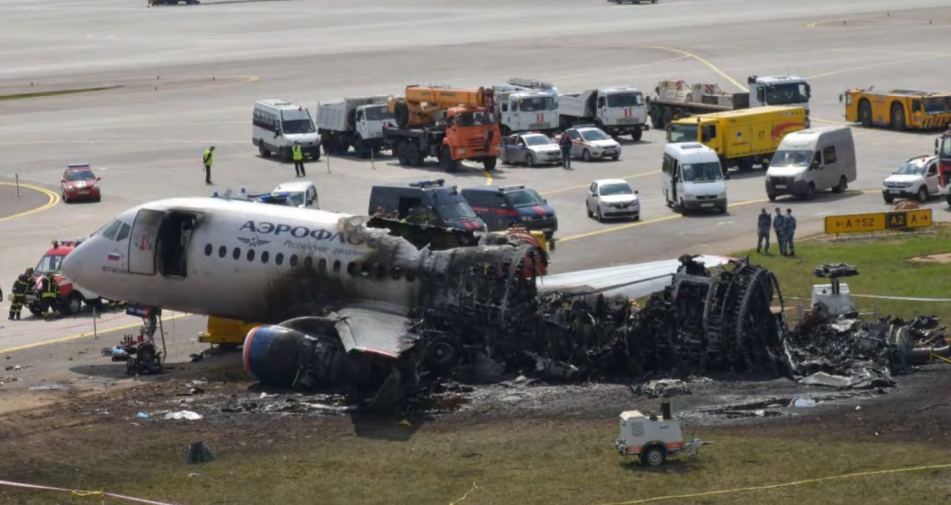
炎上後の事故機

独立国家共同体（CIS）の国家間航空委員会（IAC）によって、1492便の事故の調査が開始された。2019年5月6日、IACはプレスリリースでコックピットボイスレコーダー（CVR）とフライトデータレコーダー（FDR）が回収されたことを公表した。CVRは良好な状態で発見されたが、FDRは火災により高温にさらされており、大きなダメージを受けていた。

## 事故の影響
アエロフロート・ロシア航空は、この事故を受けて、公式Twitterアカウントのアイコンをグレースケールのものに変更した。また、公式ホームページで事故発生を発表したのち、生存者の名前と、ホットラインの電話番号が公開された。
また、事故で滑走路が閉鎖され、アエロフロート・ロシア航空をはじめとするシェレメーチエヴォ国際空港発着の便のダイヤが大きく乱れた。
ロシア連邦大統領、ウラジーミル・プーチンは犠牲者の遺族たちにお悔やみの言葉を述べた。